# Ramanudžanovo praštevilo
Ramanudžanova praštevila so v teoriji števil praštevila, ki izhajajo iz dokaza Bertrandove domneve, ki ga je leta 1919 neodvisno od Čebišova podal indijski matematik Srinivasa Ajangar Ramanudžan, in se nanašajo na aritmetično funkcijo števila praštevil π(x).
Ramanudžan je objavil nov dokaz Bertrandove domneve. Na koncu dvostranskega članka je izpeljal posplošen rezultat, da velja:
{\displaystyle \pi (x)-\pi \left({x \over 2}\right)\geq 1,2,3,4,5,...\ \mathrm {za\ vse\ } x\geq 2,11,17,29,41,...}
Obrat tega izsledka je definicija Ramanudžanovih praštevil in prva Ramanudžanova praštevila so (OEIS A104272):
2, 11, 17, 29, 41, 47, 59, 67, 71, 97, 101, ...
Ramanudžanova praštevila so najmanjša cela števila {\displaystyle R_{n}}, za katere velja pogoj:
{\displaystyle \pi (x)-\pi \left({x \over 2}\right)\geq n\ \mathrm {za\ vse\ } n\geq R_{n}\,\!.}
Ramanudžanova praštevila so cela števila {\displaystyle R_{n}} kjer bo n praštevil med x in x/2 za vse {\displaystyle x\geq R_{n}} . Ker je {\displaystyle R_{n}} najmanjše takšno število, mora biti praštevilo: izraz {\displaystyle \pi (x)-\pi \left({x \over 2}\right)} se mora povečati z drugim praštevilom.
Bertrandova domneva je poseben primer za {\displaystyle R_{n}=2}:
{\displaystyle \pi (x)-\pi \left({x \over 2}\right)\geq 1\ \mathrm {za\ vse\ } x\geq 2\,\!.}